# Ко је ко стварно у Србији
Ко је ко стварно у Србији је публицистичка књига Исидоре Бјелице, због које је књижевница стекла злогласност и изазвала контроверзе јер је у њој  у неколико поглавља поименице објавила гласине, како политичке тако и приватне многобројних јавних личности, и у којима се „обрачунала” са такозваним профитерима и непријатељима Србије, али и писала хвалоспеве о особама за које је сматрала да то заслужују.
Књига носи поднаслов (п)антологија српске паламудике и објавила ју је Књига комерц 2002. године у тиражу од 1000 примерака. Посвећена је Станиславу Винаверу.
Имала је и наставак Ко је ко стварно у Србији 2005. године. Овом књигом Исидора се замерила већем делу политичке, културне и естрадне елите, јер је неке гласине о каријери, непотизму, аферама свих ових личности објавила јавно. Данас оваква књига не би могла бити објављена због могућности тужби, и ово је једна од ретких њених књига која је имала само једно издање, све остале су имале по десетак или више издања код разних издавача. Означена је од једних као храбра и духовита, а од других као малициозна и једна је од дела ове ауторке због којих је оптужена да је "таблоидизовала српску књижевност".

## Списак особа које су "заслужиле" поглавље у књизи
Поднаслов Антиратни профитери, за сваку личност има сегмент у три целине ПРМ (пре Слободана Милошевића), ЗАМ (за време Милошевића) и ПОМ (После Милошевића).
- Владимир Арсенијевић
- Ђорђе Балашевић
- Соња Бисерко
- Биљана Вучо Ковачевић
- Филип Давид
- Војин Димитријевић
- Наташа Кандић
- Соња Лихт
- Петар Луковић
- Борка Павићевић
- Небојша Попов
- Бранка Прпа
- Обрад Савић
- Биљана Србљановић
- Гордана Суша
- Јасмина Тешановић
- Три режисера - Ко се боји вука још или - Горан Марковић, Миљенко Дерета и Манда
- Србијанка Турајлић

Поднаслов Политика је курва, да курве просте
Ово поглавље садржи дијагнозу, плусеве, минусе и прогнозу. Књига је објављена годину дана пре убиства премијера Зорана Ђинђића и прогноза за њега је била "Уколико успе Србију на брзака да уведе у Европу, његовом сексипилу неће бити краја. Време је његов највећи непријатељ и ако настави овако "демократски" мораће дуже да користи имање у Парагвају"
Баки, Владан Батић,Горан Весић, Синиша Вучинић, Ивица Дачић, Млађан Динкић, Вук Драшковић, Божидар Ђелић, Зоран Ђинђић, Зоран Живковић, Бане Ивковић, Веља Илић, Чеда Јовановић, Обрен Јоксимовић, Радован Караџић, Јожеф Каса и Шандор Пал, Гашо Кнежевић, Жарко Кораћ, Војислав Коштуница, Мирољуб Лабус, Бранислав Лечић, Расим Љајић, Сулејман Угљанин, Ђорђе Мамула, Мирко Марјановић, Драган Маршићанин, Слободан Милошевић, Коштуницини млади лавови Михајлов, Поповић, Пророковић енд компани, Душан Михајловић, Драгољуб Мићуновић, Наташа Мићић, Томислав Николић (за њега минус пише "пропао као председнички кандидат"), Вук Обрадовић, Небојша Павковић (минус Хаг релативно близу, прогноза Остаће му кућа на Дедињу), Борислав Пелевић, Момчило Перишић, Милан Ст. Протић, Љубиша Ристић, Маријан Ристичевић, Горан Свилановић, Борис Тадић, Ацо Томић, Кори Удовички, Ненад Чанак и Веселинов (прогноза Ако овако наставе имаћемо хрватску и угарску Војводину), Небојша Човић, Војислав Шешељ.
Поднаслов Парајлије, моћници, могули, плава крв и једном речју српска елита после Тита
Поглавље садржи за сваку личност ЗИВ (зашто их воле), ШИЗ (шта им замерају) и АПС ( а каква им је перспектива)
Академици Медаковић, Каназир, Крестић и још гомила их, Б92 и Веран Матић, Ђинђић и Ђинђићи, Мајкл Ђорђевић са дијаспором, Филип Цептер и жена му, Веса Јевросимовић, Александар Карађорђевић, Јеца Карађорђевић, породица Карић, Коштуница и свита, Монтгомери, Милошевићи, ОТПОР!, Милан Панић, Пинк и Жељко Митровић, Беба Поповић, Весна Радусиновић, Роберт Чобан
Поднаслов Најсексипилније даме
Марија Бакса, Беба Лончар, Мици Лоу, Лепосава Миланин Лулова, Мирјана Миочиновић, Ашхен Атаљанц, Милена Дравић, Оља Ивањицки, Неда Спасојевић, Мира Траиловић, Јованка Броз, Маја Гојковић, Даница Драшковић, Мира Марковић, Весна Пешић, Оља Бећковић, Зорица Томић, Ивана Вујић, Јасмина Михајловић, Драгана Огњеновић, Симонида Станковић, Биљана Србљановић, Неда Тодоровић, Маја Узелац, Марина Арсенијевић, Гала Виденовић, Драгана дел Монако, Јелена Докић, Јадранка Јовановић, Локица Стефановић, Вера Чукић, Оливера Вучо, Весна Југовић, Катарина Оксенберг, Ксенија Пајчин, Василиса Радојевић, Мира Ступица, Јасмина Ана, Наташа Беквалац, Бојана Маљевић, Ана Софреновић, Тања Стевановић, Јелена Тинска, Безидеја, Катарина Жутић, Наташа Лучанин, Маргита Стефановић, Слађана Милошевић, Соња Савић, Зорица Брунцлик, Весна Змијанац, Јасна Миленковић Јами, Јелена Карлеуша, Лепа Брена, Драгана Мирковић, Цеца (названа "еротика у служби патриотитма, жена химна"), Снеки Бабић, Неда Арнерић, Тања Бошковић, Мира Јоковић, Бранка Катић, Љиљана Лашић, Даница Максимовић, Наташа Нинковић, Ружица Сокић, Мира Фурлан, Дара Џокић, Милијана Балетић, Мирјана Бобић Мојсиловић, Вања Булић (из неког разлога стављен међу жене и то секси новинарке), Биљана Вилимон, Тања Војтеховски, Снежана Дакић, Светлана Ђокић, Рушка Јакић, Душка Јованић, Оливера Ковачевић, Биљана Обрадовић, Бојана Лекић, Мира Адања Полак, Ања Ранковић, Верица Брадић, Весна Вукелић Венди, Сузана Манчић, Мерсиха Чолаковић, Душанка Ђого, Никица Мариновић, Моделс, Марина Перазић.
Поднаслов Најумнији живи Срби
Исто садржи делове ПРМ, ЗАМ и ПОМ (пре, за време и после Милошевића)
Владике Атанасије, Иринеј, Амфилохије и Артемије, Матија Бећковић, Гојко Ђого, Владета Јеротић, Драгош Калајић, Раша Ливада, Милорад Павић, Богдан Тирнанић, Срђа Трифковић, Добрица Ћосић, Брана Црнчевић, Коста Чавошки.
Поднаслов Најбољи београдски и градски фрајери
Раша Андрић, Драган Бабић, Горан Бреговић, Александар Вучић (описан као "урбани радикал уз то фрајер, духовит, фенси, амбициозан..."), Влада Дивљан, Чеда Јовановић, Драгош Калајић, Јован Колунџија, кошаркаши, фудбалери и уопште спортисти, Небојша Крстић, Мирослав Лазански, Драган Николић, Игор Первић, Жељко Симић, Борис Тадић, Јово Тошевски, Сергеј Трифуновић, Васил Хаџиманов, Здравко Чолић
Поднаслов Редитељи и родитељи
Дарко Бајић, Бранко Балетић, Срђан Голубовић, Срђан Драгојевић, Пуриша Ђорђевић, Желимир Жилник, Дејан Зечевић, Милан Јелић, Јоца Јовановић, Ђорђе Кадијевић, Срђан Карановић, Емир Кустурица, Душан Макавејев, Ђорђе Милосављевић, Горан Паскаљевић, Милош Радивојевић, Стојан Стојчић, Слободан Шијан. Здравко Шотра,
Поднаслов Вертикални Београд
Коста Бунушевац, Бранко Вукојевић, Срђан Гојковић Гиле, Дебели, Идоли, Владимир Јовановић, Душан Којић Која, Оливер Мандић, Марина, Неша, Зоки и Ера -концептуални уметници, Небојша Пајкић, Марко Пешић, Мома Рајин, Срба Траванов, Радован Хиршл, Партибрејкерс, Љубомир Шимунић,
Поднаслов Е без њих се никако не може
Драшко Аћимовић, Бата Живојиновић, Димитрије Бјелица, глумци Берчек, Самарџић, Цветковић, Бјелогрлић, Којо, Ђура Морнар, Драгољуб Ђуричић, Милован Илић Минимакс, Момо Капор, Неша Клик, Луна Лу, Јован Марић, Југослав Пантелић, Преле, Маргит Савовић, Јован Ћирилов (у књизи се пише о његовој сескуалности пре него што је он сам причао о томе, што значи да га је јавно аутовала ширим народним масама).
Поднаслов Дно да дубље не може или подбеоград
Волкови, Мухарем Дурић, Александар Јерков, Александра Јовићевић, Татјана Ленард, Петар Луковић, Теофил Панчић.